# جون ويست (سياسي)
جون ويست (بالإنجليزية: John West)‏ هو سياسي بريطاني، ولد في 1988. حزبياً، نشط في الحزب القومي الاسكتلندي.